# Явірник (хребет, Закарпаття)
Явірник — гірський хребет в Україні. Розташований в межах Великоберезнянського району Закарпатської області, в західній частині країни, на відстані 600 км на захід від Києва, столиці країни.
На хребті розташовані вершини Явірник (1017) та Юда Верх (972).  Найближчі населені пункти: Руський Мочар (2.5 км), Розтоцька Пастіль (3.8 км) та Костева Пастіль (5.2 км).

## Туризм
Хребет Явірник став популярним туристичним місцем ще в 30-х роках минулого століття, коли тут було прокладено кілька пішохідних маршрутів. Притулок Явірник добре відомий багатьом поколінням туристів Закарпаття та за межами краю. Історична будівля, відкрита для мандрівників цілий рік, мала статус культового місця в Карпатах. На схилах гори поруч із притулком був встановлений невеликий бугельний підйомник для лижників. Після розпаду Союзу будівлю притулку приватизували, і вона кілька разів змінювала свого власника. У 2015 році притулок був знищений пожежею, але за кілька років його відновили силами туристичного товариства «Карпатські стежки», під опікою якого він зараз і перебуває.
До притулку можна дістатися кількома маркованими маршрутами. З Великого Березного до притулку йде стежка Закарпатського туристичного шляху, найдовшого пішохідного маршруту в Українських Карпатах, протяжністю 398 км. Також на Явірник ідуть маршрути із сіл Кострина, Чорноголова та Руський Мочар.